# Charles F. Gumm Jr.
Charles Francis Gumm Jr. (29 tháng 10 năm 1920 – 1 tháng 3 năm 1944) là một phi công người Mỹ trong 354th Fighter Group và là phi công đầu tiên lập chiến công trên không bằng chiếc máy bay North American P-51 Mustang.

## Đầu đời
Gumm sinh năm 1920 tại Spokane, Washington. Anh có họ hàng với nữ diễn viên Judy Garland. Sau khi tốt nghiệp trường trung học John R. Rogers năm 1939, anh vào Đại học Gonzaga để học cao hơn.

## Binh nghiệp
Sau khi Hoa Kỳ tham gia Thế chiến II sau Trận Trân Châu Cảng vào ngày 7 tháng 12 năm 1941, Gumm bỏ học tại Gonzaga và tuyển quân vào Chương trình Học viên Hàng không của Không lực Lục quân Hoa Kỳ vào tháng 1 năm 1942. Gumm nhận phù hiệu phi công và bằng sắc phong hàm thiếu úy vào tháng 9 năm 1942. Cùng năm, anh kết hôn với Muriel Wiley và có một con gái.

### Thế chiến II

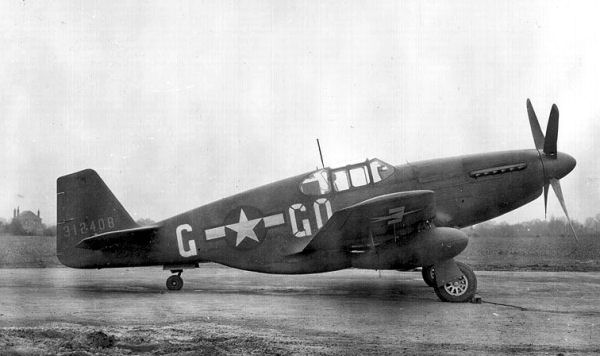
P-51B Mustang của 355th Fighter Squadron

Gumm được chỉ định vào 355th Fighter Squadron thuộc 354th Fighter Group. Vào tháng 11 năm 1943, 354th FG đến Vương quốc Liên hiệp Anh và được ấn định đến Không quân Hoàng gia Anh Boxted, tại đây nhóm nhận chiếc P-51 Mustang, trở thành nhóm chiến binh đầu tiên lái chiếc P-51 trong trận không chiến vào ngày 11 tháng 12, khi họ điều khiển với nhiệm vụ hộ tống máy bay ném bom tầm xa trên khắp Bremen, Đức. Vào ngày 16 tháng 12 năm 1943, 354th FG tiếp tục nhiệm vụ hộ tống máy bay ném bom qua Bremen. Trong khi thực hiện nhiệm vụ, Gumm và phi đội đã chạm trán với 4 chiếc Messerschmitt Bf 110 đang cố gắng tấn công máy bay ném bom. Gumm tiếp cận chiếc Bf 110 và bắn hạ một trong số chúng, trở thành phi công đầu tiên lập chiến công trên không với chiếc P-51. Gumm làm thiệt hại một chiếc Junkers Ju 88 trong cùng nhiệm vụ.

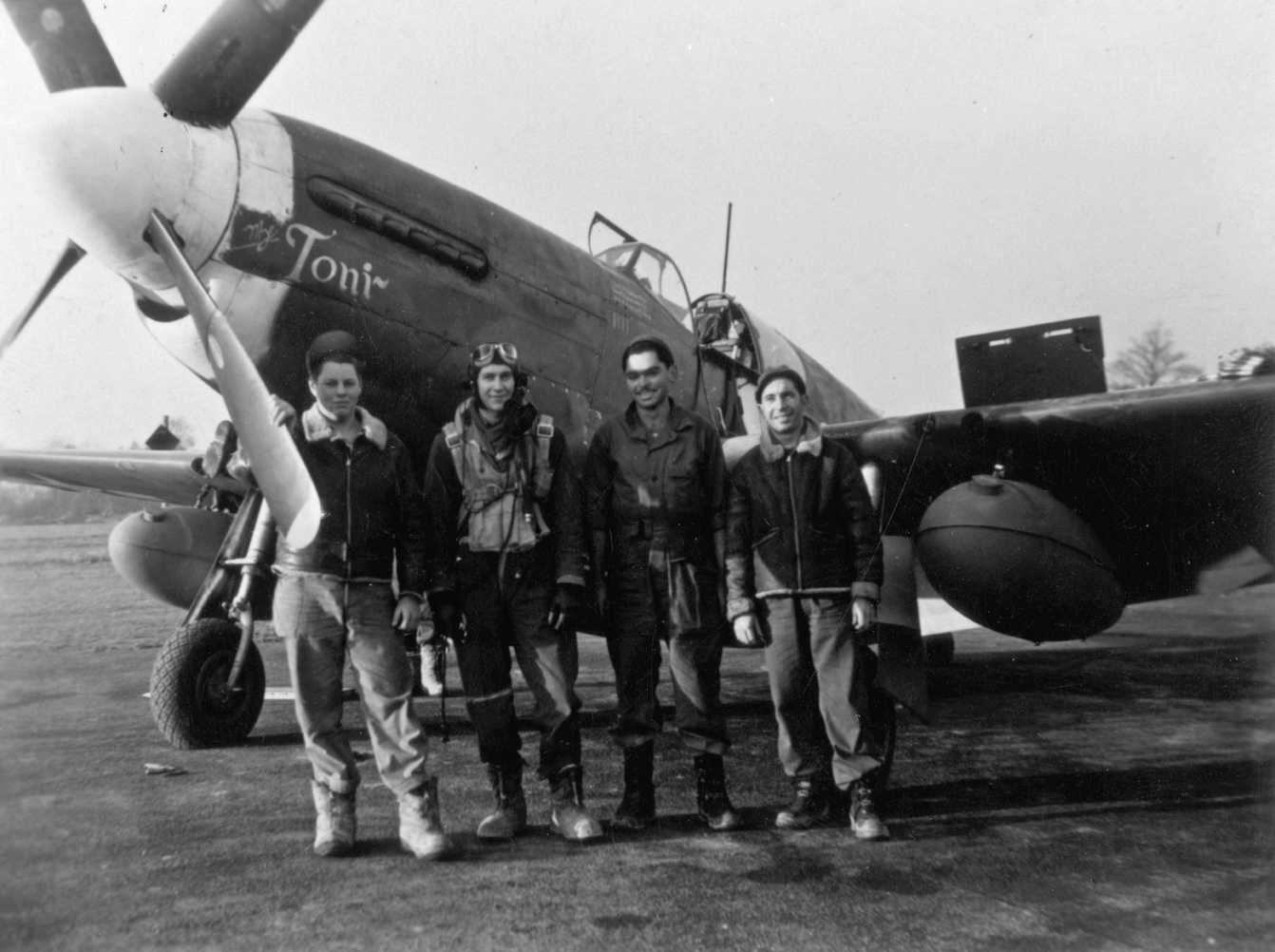
Gumm (thứ hai từ trái sang) và các trưởng phi hành đoàn đứng cạnh chiếc P-51B 'My Toni'

Ngày 29 tháng 1 năm 1944, Gumm bắn hạ chiếc Messerschmitt Bf 109 ở Frankfurt, Đức, chiến công thứ hai của anh. Vào ngày 11 tháng 2, anh bắn hạ chiếc Messerschmitt Me 410 và Ju 88 tại Frankfurt, nâng tổng số chiến công lên 4. Vào ngày 21 tháng 2, trong một cuộc hộ tống máy bay ném bom qua Brunswick, Đức, Gumm bắn hạ chiếc Bf 110, chiến công thứ năm và trở thành phi công ách đầu tiên của 354th FG và P-51. Vào ngày 25 tháng 2, Gumm bắn hạ chiếc Bf 109 ở Munich, chiến công trên không thứ sáu và cũng là chiến công cuối cùng.
Gumm được công nhận là đã phá hủy 6 máy bay quân địch trong trận không chiến cộng với 2 chiếc có thể xảy ra và 8 chiếc bị hư hại trong trận không chiến. Khi phục vụ cùng 354th FG, chiếc P-51 của Gumm được đặt theo tên của vợ và con gái, mang tên "My Toni".

### Cái chết

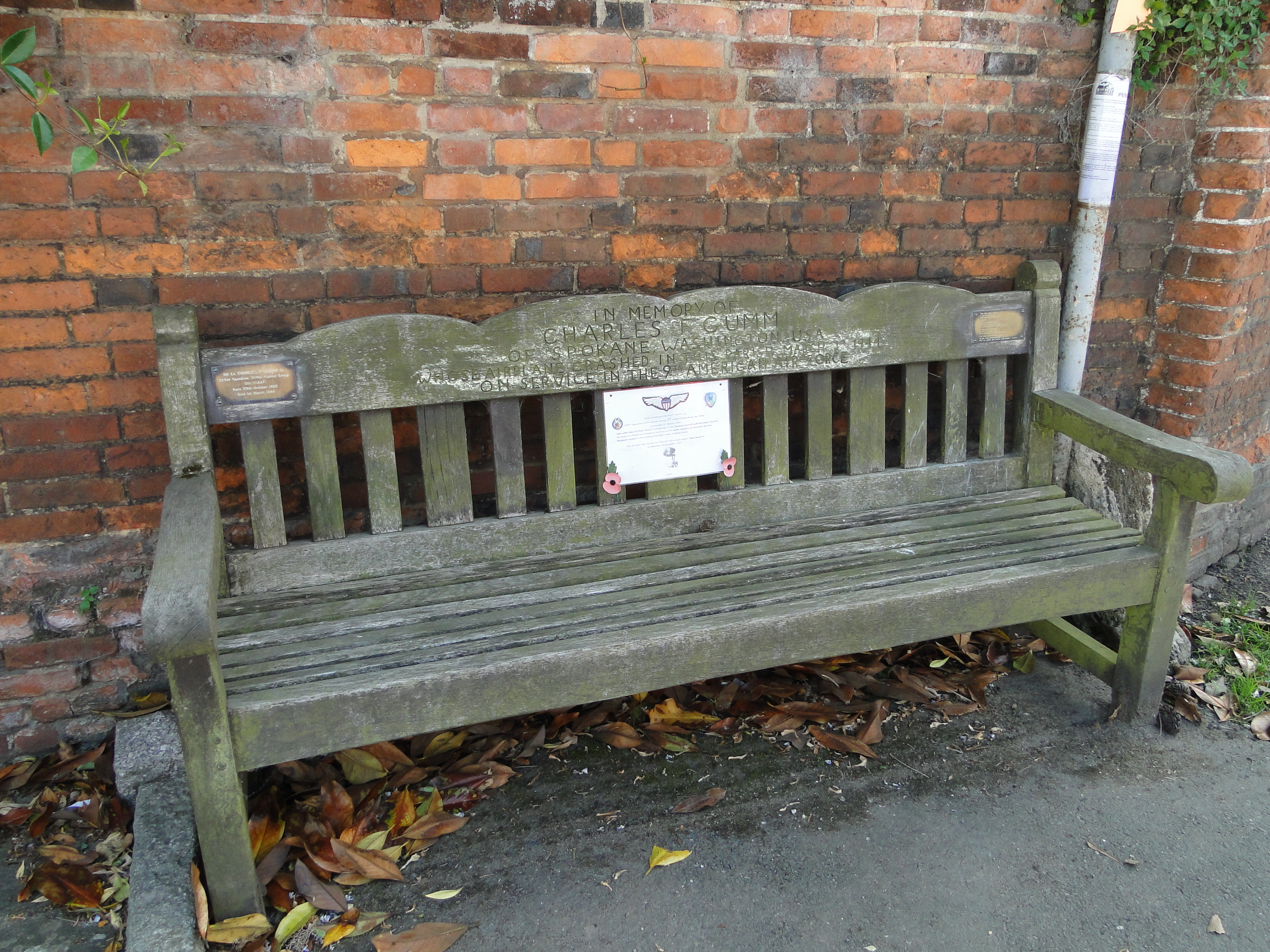
Băng ghế tưởng niệm vinh danh Gumm tại sân Nhà thờ St. James ở Nayland-with-Wissington

Vào ngày 1 tháng 3 năm 1944, Gumm cất cánh từ RAF Boxted để thực hiện chuyến bay huấn luyện trên chiếc P-51. Một lúc sau máy bay gặp trục trặc động cơ. Gumm có thể bỏ thoát nhưng khi đang bay qua thị trấn Nayland của Anh, anh không muốn xảy ra bất kỳ thương vong nào nếu chiếc P-51 rơi xuống. Anh vẫn ở trong chiếc máy bay gặp sự cố và điều khiển nó xuống một cánh đồng trống, do bay quá thấp nên va vào một cái cây. Chiếc P-51 quay vòng, Gumm rơi khỏi buồng lái khiến anh thiệt mạng. Anh được an táng tại Greenwood Memorial Terrace ở Spokane, Washington. Để vinh danh lòng dũng cảm của Gumm, cư dân Nayland đã đặt một băng ghế vinh danh Gumm. Băng ghế gồm hai biển đồng cùng bài thơ "The Life That I Have" của Leo Marks tại sân trong Nhà thờ St. James ở Nayland-with-Wissington. Năm 2001, nhân dịp 57 năm ngày mất của Gumm, một băng ghế mới được dựng lên gần đài tưởng niệm chiến tranh ở trung tâm Nayland.

## Huy chương
|             |                                                                             |  |  |
|             |                                                                             |  |  |
|             | Bronze oak leaf cluster · Bronze oak leaf cluster · Bronze oak leaf cluster |  |  |
| Bronze star |                                                                             |  |  |

| Huy hiệu Phi công Hoa Kỳ                                                         |                                                                                  |                                                                                  |                                                                                  |                                                      |                                                      |                                                      |                                                      |                                  |                                  |                                  |                                  |
| Huy chương Sao Bạc                                                               | Huy chương Sao Bạc                                                               | Huy chương Sao Bạc                                                               | Huy chương Sao Bạc                                                               | Huy chương Sao Bạc                                   | Huy chương Sao Bạc                                   | Huy chương Phi công Xuất sắc                         | Huy chương Phi công Xuất sắc                         | Huy chương Phi công Xuất sắc     | Huy chương Phi công Xuất sắc     | Huy chương Phi công Xuất sắc     | Huy chương Phi công Xuất sắc     |
| Huy chương Chiến binh                                                            | Huy chương Chiến binh                                                            | Huy chương Chiến binh                                                            | Huy chương Chiến binh                                                            | Huy chương Không quân cùng ba huy chương đồng lá sồi | Huy chương Không quân cùng ba huy chương đồng lá sồi | Huy chương Không quân cùng ba huy chương đồng lá sồi | Huy chương Không quân cùng ba huy chương đồng lá sồi | Huy chương Chiến dịch Hoa Kỳ     | Huy chương Chiến dịch Hoa Kỳ     | Huy chương Chiến dịch Hoa Kỳ     | Huy chương Chiến dịch Hoa Kỳ     |
| Huy chương Chiến dịch Âu–Phi–Trung Đông cùng huy chương đồng ngôi sao chiến dịch | Huy chương Chiến dịch Âu–Phi–Trung Đông cùng huy chương đồng ngôi sao chiến dịch | Huy chương Chiến dịch Âu–Phi–Trung Đông cùng huy chương đồng ngôi sao chiến dịch | Huy chương Chiến dịch Âu–Phi–Trung Đông cùng huy chương đồng ngôi sao chiến dịch | Huân chương Chiến công Thế chiến II                  | Huân chương Chiến công Thế chiến II                  | Huân chương Chiến công Thế chiến II                  | Huân chương Chiến công Thế chiến II                  | Croix de Guerre cùng Palm (Pháp) | Croix de Guerre cùng Palm (Pháp) | Croix de Guerre cùng Palm (Pháp) | Croix de Guerre cùng Palm (Pháp) |

|  |

| Bằng khen Đơn vị Tổng thống |

## Thành tích
| Thời gian         | # | Loại   | Máy bay | Vị trí    | Đơn vị chỉ định |
| ----------------- | - | ------ | ------- | --------- | --------------- |
| 16 tháng 12, 1943 | 1 | Bf 110 | P-51B   | Bremen    | 355 FS, 354 FG  |
| 29 tháng 1, 1944  | 1 | Bf 109 | P-51B   | Frankfurt | 355 FS, 354 FG  |
| 11 tháng 2, 1944  | 1 | Me 410 | P-51B   | Frankfurt | 355 FS, 354 FG  |
| 11 tháng 2, 1944  | 1 | Ju 88  | P-51B   | Frankfurt | 355 FS, 354 FG  |
| 21 tháng 2, 1944  | 1 | Bf 110 | P-51B   | Brunswick | 355 FS, 354 FG  |
| 25 tháng 2, 1944  | 1 | Bf 109 | P-51B   | Munich    | 355 FS, 354 FG  |